# 表字
表字，又称字，是漢字文化圈傳統上在本名之外的一個正式代稱。通常基於禮貌性質，一般習慣間接性叫喚他人的表字而不直稱其本名，以表示客氣避免失禮（本名則可以是當事人自述或由尊長直稱）。
表字的取法，一般与本名意义相关。歷史上有些人的表字廣為人知，本名反而隱沒於世，稱為「以字行」。

## 簡介
根據記載，中國古代男子20歲行冠禮（唐代稱為元服禮）時取字，女子15歲及笄（日本稱為裳著禮或鐵漿禮）或许嫁時取字。例如項籍字羽，孔丘字仲尼，司马迁字子長，李白字太白。
字與名通常有關。如杜甫字子美，甫為古代男子美稱；韓愈字退之，為互補；杜牧字牧之，為相似；王維字摩詰，為欣賞佛教人物維摩詰而名。另外，亦有将伯（孟）、仲、叔、季加於字中表以示排行，如孙坚4子（孙策字伯符，孙权字仲谋，孙翊字叔弼，孙匡字季佐），「孟」常用於庶長子，「季」可以用在最小的孩子，如劉邦為第三子，卻號稱劉季。
根據《禮記·檀弓》上的說法，在人成年后，需要受到社会的尊重，晚輩直呼其名代表不恭敬；于是需要取一个字，用以區別長幼尊卑。因此，古人在成年以后，名只供長輩、上司和自己稱呼，自稱其名表示謙遜，晚輩只能喚其字，而不能喚其名。
北齊顏之推認為，人名用以區別彼此，字則是用以體現一個人的德行。大部分人的名与字在意义上都是有關聯的，如岳飛字鵬舉（飛、鵬相關），關羽字雲長（羽、雲相關）。
字起源於商朝，盛行于周朝，後來逐漸形成了一種制度。直到近代仍然被許多知識界和文化界的人使用，如：胡適字適之，孫文字載之，毛澤東字潤之，李敖字敖之。隨著社會風氣上使用表字的慣例逐漸減少，現代社會的户口登記的發展中也並未規範納入，表字的文化傳統在20世紀逐漸式微，已經很少人於日常生活使用，只在一些受到傳統文化和道德影響較爲濃厚的家庭、宗族、團體和個人仍然保持和沿用。現代由於全球華人眾多，既有十多億人漢字同名同姓重複率過高，一些民間人士與學者為此建議參酌文化基礎，支持在現代戶政的管理制度上建立「姓、名、字」三大系統以合理的相關辦法增加个人的識別度。
字也有一言字（如項籍字羽，屈平字原）。最常見的是两言字。

## 先秦人取字特點
先秦女子的字构成方式和男子不太一样，稱呼女子時是先字後姓，另外許多是在姓氏上冠以排行字作为字，如季姬（姬姓人家的幼女）、孟姜（姜姓人家的長女）、叔隗（隗姓人家的三女）等。
另外在古文中，男性名与字连称时，习惯上先称字后称名。如《史记》中称呼孔子的父亲为“叔梁纥”，其中“叔梁”是字，“纥”是名；女性的完整姓名則是「字、姓、名」的次序，如季芈稱為「季芈畀我」，「季」是字，芈姓，「畀我」是名。

## 以字行
以字行是“以字行于世”的意思，是一個關於稱謂的術語。
漢字文化圈中，如：中国、朝鮮半島、越南等地之古人，一般有“名”有“字”，「以字行」即是因为种种原因，多僅稱呼此人的“字”，而不熟悉其“名”。
例如明朝著名阁臣杨士奇，名寓，字士奇，但世人通常僅知其字，所以称之为「以字行」。

### 引用
1. ↑  重謁顧珀墓-泉州文史資料全文庫
2. ↑  「幼名，冠字，五十以伯仲，死謚，周道也。」參見《禮記》〈檀弓上第三〉篇。
3. ↑  《明史·列传第三十六》